# Vita & Virginia
Vita & Virginia è un'opera teatrale della drammaturga britannica Eileen Atkins, andata in scena in prima assoluta a Chichester nel 1992.

## Trama
La pièce ripercorre la relazione - romantica ed epistolare - tra Virginia Woolf e Vita Sackville-West. La relazione tra le due donne si protrasse nel decennio tra il 1925 ed il 1935 e coincise o causò il picco artistico di entrambe le autrice: propria da Vita, Virginia trovò l'ispirazione per il suo Orlando. Dopo essersi incontrate a una festa nel 1922, la fitta corrispondenza epistolare tra le due portò all'accendersi di un grande amore. Appassionate, gelose ed innamorate, le due scrittrici (entrambe sposate) vissero una relazione intensa, viaggiarono in Francia e aiutarono l'una il lavoro dell'altra. All'inizio degli anni trenta la relazione tra le due deteriorò a causa del coinvolgimento di Nigel Nicholson, il figlio di Vita, con l'Unione Britannica dei Fascisti e le divergenze di opinioni all'imminente guerra portò una definitiva rottura tra le due. Le due rimarranno comunque in buoni rapporti fino al suicidio della Woolf, con cui si chiude il dramma.

## Produzioni
Patrick Garland diresse la prima produzione del dramma, andato in scena al festival teatrale di Chichester nell'agosto e nel settembre 1992; Eileen Atkins, l'autrice, interpretò Virginia Woolf, mentre Penelope Wilton ricopriva il ruolo di Vita. La produzione ottenne recensioni positive e, forte della partecipazione delle due attrici, fu riproposta all'Ambassadors Theatre del West End londinese dal 1º ottobre al 19 novembre 1993. Nigel Nicholson, il figlio di Vita Sackville-West ed editore delle lettere della madre, apprezzò il dramma e la produzione.
Zoe Caldwell diresse la prima statunitense della pièce, portata al debutto all'Union Square Theatre dell'Off Broadway il 16 novembre 1994 e rimasta in cartellone fino al 19 marzo 1995. Atkins tornò ad interpretare Virginia Woolf, questa volta con Vanessa Redgrave nel ruolo di Vita Sackville-West. Unanime furono le lodi per le due attrici, che vinsero l'Obie Award per le rispettive interpretazioni. Atkins vinse anche il Lucille Lortel Award alla migliore attrice, oltre ad essere candidata all'Outer Critics Circle Award per la migliore opera teatrale nel 1995.
Un revival newyorchese della pièce è andato in scena allo Zipper Factory Theater dell'Off Broadway dall'11 febbraio al 28 aprile 2008, con Patricia Elliott nel ruolo di Vita Sackville-West e Kathleen Chalfant in quello di Virginia Woolf; Pamela Berlin curava la regia.

## Adattamento cinematografico
Chanya Button ha diretto e co-sceneggiato con l'autrice l'omonimo adattamento cinematografico della pièce, proiettato in prima visione assoluta al Festival internazionale del cinema di Toronto il 7 dicembre 2018. Nel film, Elizabeth Debicki interpreta Virginia Woolf, mentre Gemma Arterton è Vita Sackville-West.